# Straż Bezpieczeństwa (Bobrujsk)
Straż Bezpieczeństwa (ros. Cтража безопасности) – kolaboracyjny organ policji pomocniczej na okupowanych terenach ZSRR podczas II wojny światowej.
W grudniu 1943 r. Niemcy przeprowadzili na obszarze obwodu bobrujskiego reorganizację sił rosyjskiej policji pomocniczej. Utworzono tzw. "Rosyjski Oddział Śledczy", połączony z innymi oddziałami śledczymi policji miejskiej i rejonowej. Całość otrzymała nazwę Straży Bezpieczeństwa (ZIWA). Było to związane z nasileniem działań sowieckiego ruchu partyzanckiego. Kwatera główna ZIWA mieściła się w okupowanym Bobrujsku. Na jej czele stanął Moskalenko. ZIWA była  podporządkowana SD, na czele której stał SS-Obersturmführer Miller. Zadaniami nowej formacji było prowadzenie działań kontrwywiadowczych wśród miejscowej ludności, wprowadzanie agentów do oddziałów partyzanckich i wydobywanie informacji od aresztowanych. Agenci byli werbowani poprzez szantaż, prowokację lub zagrożenie śmiercią spośród okolicznych mieszkańców, w tym schwytanych partyzantów. Straż Bezpieczeństwa miała do dyspozycji Schutzmannschaftsbataillon, wykorzystywany do akcji antypartyzanckich.